# Ecuaciones del campo de Einstein

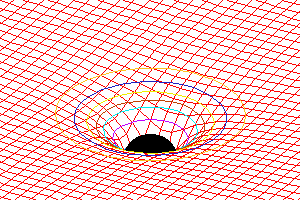
Representación de la curvatura dada por la ecuación de campo de Einstein sobre el plano de la eclíptica de una estrella esférica: Dicha ecuación relaciona la presencia de materia con la curvatura adquirida por el espacio-tiempo.

En física, las ecuaciones de campo de Einstein, ecuaciones de Einstein o ecuaciones de Einstein-Hilbert (conocidas como EFE, por Einstein field equations) son un conjunto de diez ecuaciones de la teoría de la relatividad general de Albert Einstein que modelan la interacción fundamental de la gravitación como resultado de que el espacio-tiempo está siendo curvado por la materia y la energía.
Publicadas por primera vez por Einstein en 1915 como una ecuación tensorial, las ecuaciones EFE equiparan la curvatura del espacio-tiempo local (expresada por el tensor de Einstein) con la energía local y el momento dentro de ese espacio-tiempo (expresado por el tensor de tensión-energía).
Las ecuaciones de campo de Einstein relacionan la presencia de materia con la curvatura del espacio-tiempo. Más exactamente, cuanto mayor sea la concentración de materia, representada por el tensor de energía-impulso, tanto mayores serán las componentes del tensor de curvatura de Ricci.
En el límite clásico no-relativista, esto es, a velocidades pequeñas comparadas con la luz y campos gravitacionales relativamente débiles, las ecuaciones de campo de Einstein se reducen a la ecuación de Poisson para el campo gravitatorio, que es equivalente a la ley de gravitación de Newton.

## Forma matemática de las ecuaciones de campo de Einstein
En las ecuaciones de campo de Einstein, la gravedad se da en términos de un tensor métrico, una cantidad que describe las propiedades geométricas del espacio-tiempo tetradimensional y a partir de la cual se puede calcular la curvatura. En la misma ecuación, la materia es descrita por su tensor de tensión-energía, una cantidad que contiene la densidad y la presión de la materia. Estos tensores son tensores simétricos de 4 X 4, de modo que tienen diez componentes independientes. Dada la libertad de elección de las cuatro coordenadas del espacio-tiempo, las ecuaciones independientes se reducen a seis. La fuerza de acoplamiento entre la materia y la gravedad es determinada por la constante gravitatoria universal.
Para cada punto del espacio-tiempo, la ecuación de campo de Einstein describe cómo el espacio-tiempo se curva por la materia y tiene la forma de una igualdad local entre un tensor de curvatura para el punto y un tensor que describe la distribución de materia alrededor del punto:
| Símbolo                      | Nombre |
| ---------------------------- | --- |
| {\displaystyle G_{\mu \nu }} | Tensor de curvatura de Einstein, que se forma a partir de derivadas segundas del tensor métrico {\displaystyle g_{\mu \nu }} |
| {\displaystyle T_{\mu \nu }} | Tensor momento-energía |
| {\displaystyle c}            | Velocidad de la luz |
| {\displaystyle G}            | Constante de la gravitación universal                                                                                        |

Esa ecuación se cumple para cada punto del espacio-tiempo.
El tensor de la curvatura de Einstein se puede escribir como:
| {\displaystyle {\text{G}}_{\mu \nu }=R_{\mu \nu }-{1 \over 2}Rg_{\mu \nu }+\Lambda g_{\mu \nu }} |
| Símbolo                      | Nombre                        |
| ---------------------------- | ----------------------------- |
| {\displaystyle R_{\mu \nu }} | Tensor de curvatura de Ricci  |
| {\displaystyle R}            | Escalar de curvatura de Ricci |
| {\displaystyle \Lambda }     | Constante cosmológica         |

La ecuación de campo, por lo tanto, también puede darse como sigue:
| {\displaystyle R_{\mu \nu }-{1 \over 2}Rg_{\mu \nu }+\Lambda g_{\mu \nu }={8\pi {\text{G}} \over {\text{c}}^{4}}T_{\mu \nu }} |
donde {\displaystyle g_{\mu \nu }\,} es un tensor simétrico 4 x 4, así que tiene diez componentes independientes. Dada la libertad de elección de las cuatro coordenadas del espacio-tiempo, las ecuaciones independientes se reducen en número a seis. Estas ecuaciones son la base de la formulación matemática de la relatividad general. Nótese que considerando la contracción sobre los dos índices de la última relación se encuentra que el escalar de curvatura se relaciona con la traza del tensor energía impulso y la constante cosmológica mediante:

{\displaystyle R-2R+4\Lambda ={8\pi G \over c^{4}}T\,}

Esa relación permite escribir equivalentemente las ecuaciones de campo como:

{\displaystyle R_{\mu \nu }-g_{\mu \nu }\Lambda ={8\pi G \over c^{4}}\left(T_{\mu \nu }-{1 \over 2}T\,g_{\mu \nu }\right)}

### Interpretación geométrica de la ecuación de Einstein
La ecuación de Einstein implica que, para cada observador, la curvatura escalar {\displaystyle \kappa \,} del espacio es proporcional a la densidad aparente {\displaystyle \rho \,}:
| Símbolo           | Nombre                                | Valor      | Unidad     |
| ----------------- | ------------------------------------- | ---------- | ---------- |
| {\displaystyle c} | Velocidad de la luz                   | 299792458  | m / s      |
| {\displaystyle G} | Constante de la gravitación universal | 6.6741E-11 | N m2 / kg2 |

De acuerdo con el significado geométrico de la curvatura escalar, esta igualdad afirma que en una esfera de masa M y densidad constante, el exceso radial (la diferencia entre el radio real y el radio que le correspondería en la geometría euclídea a una esfera de igual área) es igual a

{\displaystyle \Delta r={GM \over {3c^{2}}}}

Por ejemplo, en el caso de la Tierra el exceso radial es de 1,5 mm y en el caso del Sol es de unos 495 m.
Es asombroso que esta ecuación, que introduce mínimas correcciones en las fórmulas de la geometría euclídea, recoja casi todas las ecuaciones conocidas de la física macroscópica. En efecto, cuando la velocidad de la luz c tiende a infinito, de ella se derivan la ley de gravitación universal de Newton, la Ecuación de Poisson y, por tanto, el carácter atractivo de las fuerzas
gravitatorias, las ecuaciones de la mecánica de fluidos (ecuación de continuidad y ecuaciones de Euler), las leyes de conservación de la masa y el momento, el carácter euclídeo del espacio, etc.
Igualmente se derivan todas las leyes de conservación relativistas, y que la existencia de campos gravitatorios y de masa solo es posible cuando el espacio tiene más de dos dimensiones. Más aún, si se supone que el espacio tiene cuatro dimensiones (las tres que vemos diariamente 
más una pequeñísima dimensión circular extra
, aproximadamente del tamaño de la llamada longitud de Planck, 10-33 cm) de la ecuación de Einstein se deducen la teoría clásica del electromagnetismo: las ecuaciones de Maxwell y, por tanto, la ley de Coulomb, la Conservación de la carga eléctrica y la ley de Lorentz.

### Límite clásico
En el límite clásico la única componente no nula del tensor de Ricci es la componente temporal {\displaystyle \scriptstyle R_{00}}. Para obtener el límite clásico debe suponerse que el potencial gravitatorio es muy pequeño en relación con el cuadrado de la velocidad de la luz y a continuación debe tomarse el límite de las ecuaciones cuando la velocidad de la luz tiende a infinito. Haciendo esas manipulaciones se obtiene que las ecuaciones de campo de Einstein para el campo gravitatorio se reducen a la ecuación diferencial de Poisson para el potencial gravitatorio. Suponiendo que para campos gravitatorios débiles la métrica del espacio tiempo puede escribirse como una perturbación de la métrica de Minkowski:

{\displaystyle g_{\alpha \beta }(\mathbf {x} )=\eta _{\alpha \beta }+{\frac {h_{\alpha \beta }(\mathbf {x} )}{c^{2}}},\qquad h_{00}\approx -2\phi _{g}}

La componente temporal del tensor de Ricci resulta ser:

{\displaystyle R_{00}\approx -{\frac {1}{2}}\sum _{i}{\frac {\partial ^{2}h_{00}}{\partial (x^{i})^{2}}}={\frac {4\pi G}{c^{2}}}(\rho c^{2})\Rightarrow \nabla ^{2}\phi _{g}=4\pi G\rho }

La última expresión es precisamente la ecuación de Poisson, que es la expresión clásica que relaciona el potencial gravitatorio con la densidad de materia.

## Soluciones de la ecuación de campo de Einstein
Una solución de la ecuación de campo de Einstein es cierta métrica apropiada para la distribución dada de la masa y de la presión de la materia. Algunas soluciones para una situación física dada son como sigue.

### Distribución de masa esférica simétrica y estática
La solución para el vacío alrededor de una distribución de masa esférica simétrica, estática, es la métrica de Schwarzschild y la métrica de Kruskal-Szekeres. Se aplica a una estrella y conduce a la predicción de un horizonte de sucesos más allá del cual no se puede observar. Predice la posible existencia de un agujero negro de masa dada {\displaystyle M} del que no puede ser extraída ninguna energía, en el sentido clásico del término (es decir, no mecánico-cuántico).

### Masa de simetría axial en rotación
La solución para el espacio vacío alrededor de una distribución de masa de simetría axial en rotación es la métrica de Kerr. Se aplica a una estrella que rota y conduce a la predicción de la existencia posible de un agujero negro en rotación de masa dada M y momento angular J, del cual la energía rotatoria puede ser extraída.

### Universo isótropo y homogéneo (o uniforme)
La solución para un universo isótropo y homogéneo, lleno con una densidad constante y de una presión insignificante, es la métrica de Robertson-Walker. Se aplica al universo en su totalidad y conduce a diversos modelos de su evolución que predicen un universo en expansión.